# Верх благополуччя
«Верх благополуччя» («Signes extérieurs de richesse») — французька кінокомедія 1983 року, знята режисером Жаком Монне.

## Сюжет
До ветеринара, який займається розведенням та покращенням порід різної живності, робить дуже небажаний візит податкова інспекторка. Щоб вирішити свої фінансові проблеми, лікар вирішує спокусити інспекторку. Проте бухгалтерія диво-ветеринара перебуває у такому сумнівному стані, що доводиться йти на крайні заходи. І він інсценує фіктивну операцію на улюбленій собачці інспекторки, сподіваючись, що це врятує ситуацію. На ґрунті турботи про собачку, яка виявилася «крайньою», їхнє спілкування затягується, і вони починають поглядати один на одного все з меншою ненавистю, після чого намічається перспектива любовного роману.

## У ролях
- Клод Брассер: лікар Жан-Жак Лестрад, відомий як «Жижі»
- Жозіан Баласко: Беатріс Фламанд, податковий інспектор
- Жан-П'єр Мар'єль: Жером Був'є, «бухгалтерський експерт»
- Шарлотта де Туркгайм: Сільві Пікар, сусідка і подруга Беатріс
- Ролан Жиро: Жерар Пікар, чоловік Сільві
- Паскаль Ож'є: Тереза, молода асистентка Жижі
- Едіт Перре: мадемуазель, інша асистентка Жижі
- Ксав'є Сен-Макарі: Б'янкі
- Юбер Сен-Макарі: роль другого плану
- Жан Ружері: Джино Капріоні, ресторатор-гей
- Маайке Янсен: Барбара, дружина Жерома
- Елен Аріє: Флоранс, колишня дружина Жижі
- Єва Гарлінг: Біргітт, молода красива коханка Жижі
- Франсуаза Флері: Полетт Міньяк, відома як Флор де Монтессю, ще одна коханка Жижі
- Сільвен Шарле: Султан де Бурбон-Пре, ще одна світська левиця
- Жан Рено: Марк Летельє, колега Беатріс
- Етьєн Драбер: інспектор Дютей
- Патрісія Карім: довгонога офіціантка
- Жан-Поль Мюль: агент з нерухомості
- Жан-Франсуа Ремі: Марньє
- Луї Наварр: бос Беатріс і Марка
- Гектор Маламуд: Мануель, фактотум Жижі
- Мішель Юар: епізод
- Макс Мегі: епізод
- П'єр Батон: епізод
- Анн Ле Фоль: епізод

## Знімальна група
- Режисер: Жак Монне
- Сценарій: Ален Годар, Жак Монне
- Оператор: Філіпп Вельт
- Продюсер: Крістіан Ферле
- Композитори: Ерік Буад, П'єр Біллон, Джонні Голлідей
- Монтаж: П'єр Жиллетт